# 플랜테인

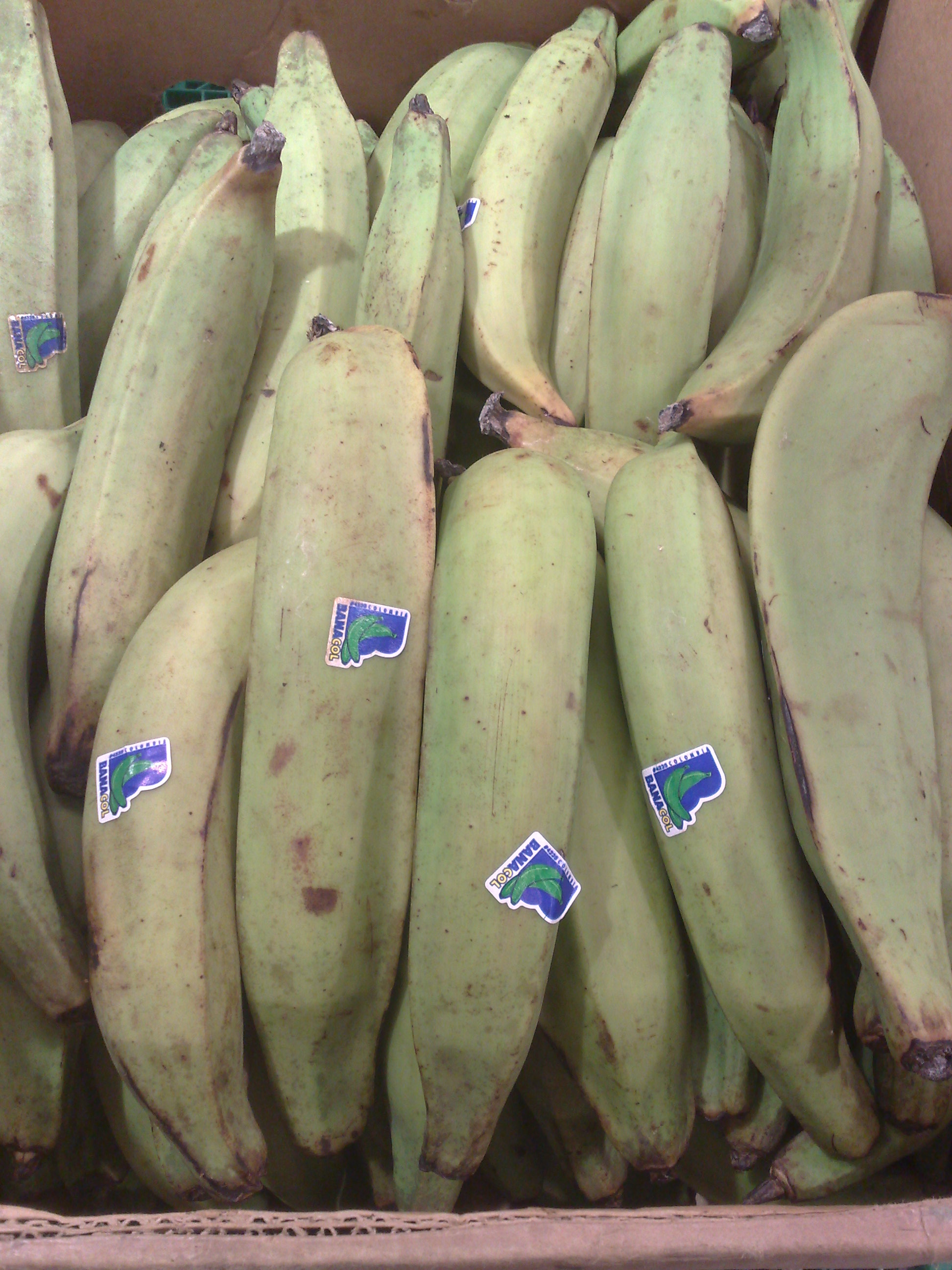
판매용 플랜테인

플랜테인(영어: plantain)은 파초속에 속하는 단 맛이 덜한 경작종들 가운데 하나이다. 요리용 바나나(cooking banana)라고도 한다. 일반적으로 요리에 사용되며, 가끔은 잎과 수염뿌리를 함께 곁들이기도 한다. 크기가 작고 둥글며 단맛이 나는 후식용 바나나와는 다르게 일반적으로 크기가 크고 모났으며 녹말이 많다. 그러나 과학적으로 플랜테인과 바나나 사이의 구별은 없다.

## 같이 보기
- 바나나